# En del av mitt hjärta (film)
En del av mitt hjärta är en svensk musikalfilm från 2019. Filmen är regisserad av Edward af Sillén, manuset skrivet av Vasa och med musik från Tomas Ledin.
Filmen hade premiär i Sverige den 25 december 2019, utgiven av Nordisk Film.

## Handling
I filmen får man följa Isabella, en driven affärskvinna som bor i Stockholm, när hon ska åka till sin barndoms småstad för att fira sin pappas sextioårsdag. När hon kommer dit känns det som att hon är den enda personen av sina gamla skolkamrater som det har gått riktigt bra för. Den lyckan försvinner dock snabbt då Isabella får reda på att hennes tonårsförälskelse Simon ska gifta sig med sin gamla barndomskompis Molly och att hon inte ens är bjuden på bröllopet. Isabella börjar störa sig på att Simon är tillsammans med någon annan, då hon fortfarande har lite känslor kvar för honom. En del av Isabellas hjärta kommer alltid att slå för Simon.

## Inspelningsplats
Filmen spelades delvis in i Västra Götaland, bland annat i och vid Thorskogs slott i Västerlanda, ungefär 4 mil utanför Göteborg, Kvarnbyn i Mölndal och i Lekhuset vid Nääs slott.

## Rollista (i urval)
| - Malin Åkerman – Isabella - Christian Hillborg – Simon - Jonas Karlsson – Edvin - Marie Richardson – Greta - Johan Rheborg – Chefen - Eric Ericson – Doktor - Johan Ulveson – Rune - Antonio Tengroth – Sig själv - Ola Normelli – Finanskille - Mirja Turestedt – Agnes - Björn Gustafson — Grannen | - Shima Niavarani – Molly - Per Andersson – Kristoffer - Katerina Pavlou – Bargäst - Náthalie Andersson – Unga Molly - Egon Ebbersten – Unga Simon - Lovisa Bengtsson – Unga Isabella - Olof Åhman – Unga Edvin - Frank Sehlstedt – Dansare - Phillip Jörneman – Paintballspelare - Marcus Brederfält – Zumbainstruktör - Tomas Ledin - Vaktmästare |